# 大安西站
大安西站是位于吉林省白城市大安市联合乡的一个铁路车站，邮政编码131300。该站于2017年8月8日建成，有长白铁路经过该站，办理越行业务，车站及其上下行区间均已电气化。车站距离长春站225公里，隶属沈阳铁路局白城车务段，是四等站。